# 山藍紫姫子
山藍 紫姫子（やまあい しきこ 1960年9月7日 - ）は、日本のBL小説家、推理作家。新潟県出身・在住。日本推理作家協会会員。日本SF作家クラブ会員。日本冒険作家クラブ元会員。新潟生まれ。A型。乙女座。

## 概略
- ペンネームの由来は、フレディ・マーキュリーと、アニメ「科学忍者隊ガッチャマン」の登場人物「ベルク・カッツェ」からの連想とされる[3]。
- 1980年代に男性同性愛をテーマとした耽美系JUNE系BLや両性具有をモチーフとした官能小説 および ミステリー小説を発表。
- 代表作に『長恨歌』『花夜叉』『背徳の聖者たち』『アレキサンドライト』『スタンレー・ホークの事件簿』など。
- 男性同士による過激な性交シーンを、雅（みやび）な言葉で表現する作風が高い評価を受けている。
- 急逝した声優の塩沢兼人とは、塩沢が生前、山藍のCDドラマに出演したことがきっかけで親交があった。
- 2018年1月1日以降、ブログの更新が止まっており、それまでにも骨折や甲状腺腫瘍など体調不良を訴えていたことから安否を心配する声もある。

## 作品リスト
花夜叉
- 花夜叉
- 花鬼
- 花守（同人誌）

背徳の聖者たち
- 背徳の聖者たち
- オム・ファタール 運命の男
- トライアングル
- タリオ
- ネメシス

闇を継承する者 日影成璽
- 夜想曲
- 棘のある木
- 歪んだ真珠

スタンレー・ホークの事件簿
- 仮面 ペルソナ
- 葛藤 アンビヴァレンツ
- 二重自我 ドッペルイッヒ
- 冥罰 リトリビューション

お澪弁天シリーズ
- 長恨歌 上之巻  蛇性の婬
- 長恨歌 下之巻  青蛾

麗人エメロード
- 誘惑のエメラルド
- 恋の駆け引き

大江戸捕り物秘帖
- 狗
- 色闇

その他
- アレキサンドライト
- 金環蝕
- 堕天使の島

- 王朝恋闇秘譚
- 江戸繚乱

- ラ・ヴィアン・ローズ
- とりかえばや
- イリス虹の麗人
- 冬の星座
- 蘭陵王
- 幾千の河もやがてひとつの海になる
- THE DARKBLUE
- 邪神記
- 瑾二花
- 愛と憎しみの迷宮
- シシリー
- 恋に落ちた調教師
- 花蝶風月
- 多岐川肛門病院の秘密
- 禁じられた戯び
- 恋に落ちるまで
- クリームな僕
- 永遠の恋人
- 愛する人は毒入り
- 密猟者